# Trzebownisko
Trzebownisko è un comune rurale polacco del distretto di Rzeszów, nel voivodato della Precarpazia.
Ricopre una superficie di 90,53 km² e nel 2004 contava 18 541 abitanti.